# Відпочинок (заповідне урочище)
Відпочи́нок — лісове заповідне урочище в Україні. Розташоване в межах Сарненського району Рівненської області, між селами Остки та Будки-Сновидовицькі.
Площа 2,2 га. Статус присвоєно згідно з рішенням Рівненського облвиконкому № 33 від 28.02.1995 року. Перебуває у віданні ДП «Остківський лісгосп» (Остківське л-во, кв. 11, вид. 9).
Статус присвоєно для збереження частини лісового масиву з цінними насадженнями дуба.